# Mstîslav Horbenko
Mstîslav Horbenko (în ucraineană Мстислав Горбенко; n. 27 iunie 1947, Leova, URSS) este un fost alpinist sovietic și ucrainean. A fost declarat „maestru onorat” al sportului din URSS (1990), „antrenor onorat” al RSS Ucrainene (1991), „maestru al sportului” al URSS de clasă internațională (1987). Multiplu campion al URSS și al Ucrainei. Din 1981, director al clubului alpinist din Odesa.

## Performanțe
Printre numeroasele escaladări ale lui Horbenko, se remarcă următoarele: Ușba (4710 m., Georgia), pasul Șhelda, Zamin Karror, vârful Ismoil Somoni (7495 m., Tadjikistan), Jengish Chokusu (7439 m., Tadjikistan), Khan-Tengri (6995 m., Kârgâzstan), Ceatîn, Șhara (5193 m., Georgia), Mijirgi, Asan, Nanda-Devi (7816 m., India), Everest, K2, etc.
| An   | Loc | Escaladare           |
| ---- | --- | -------------------- |
| 1980 |     | Vârful Independenței |
| 1983 |     | Mijirgi              |
| 1985 |     | Șhara                |
| 1986 |     | vârful Asan          |
| 1987 |     | Khan-Tengri          |
| 1988 |     | Baitor și Amstrong   |